# Lela Karagianni
Eleni "Lela" Karagianni ( en griego: Λέλα Καραγιάννη </link> [ lela karaˈʝani ]</link> ; 1898 – 8 de septiembre de 1944), también escrito Karayanni, fue una líder de la resistencia griega durante la Segunda Guerra Mundial. Esposa de un farmacéutico del Ática y madre de siete hijos, Karagianni trabajó para coordinar las células de resistencia griegas y sus actividades contra las fuerzas de ocupación del Eje. Capturada y torturada por los alemanes en 1944, Karagianni fue enviada al campo de concentración de Haidari, donde continuó organizando una resistencia contra los alemanes. Fue ejecutada por un pelotón de fusilamiento el 8 de septiembre de 1944.
Lela Karagianni nació en Limni, Eubea. Antes de la Segunda Guerra Mundial, Karagianni era ama de casa en Atenas. Su marido era farmacéutico y el matrimonio tuvo siete hijos. Cuando las potencias del Eje invadieron y ocuparon Grecia en 1941, los Karagiannis proporcionaron medicamentos a los soldados británicos en retirada y más tarde ayudaron a algunos soldados varados a escapar del país. A medida que continuaba la ocupación, la familia se involucró cada vez más en el floreciente movimiento de resistencia contra los entonces ocupantes italianos de Atenas; esto finalmente resultó en que Lela, su esposo y sus hijos mayores se unieran a la Liga Nacional Republicana Griega, comúnmente conocida por su acrónimo en griego, EDES. Lela formó su propia célula dentro del movimiento más amplio, cuyo nombre clave era "Bouboulina" en referencia a su bisabuela Laskarina Bouboulina, una capitana griega que había luchado contra el Imperio Otomano durante la Guerra de Independencia griega.
Karagianni y sus compañeros partisanos operaban desde la farmacia de su marido en Atenas y desde un monasterio en Megara. La célula distribuía información a otras células, introducía clandestinamente personas buscadas en zonas controladas por fuerzas partisanas griegas, falsificaba documentos y coordinaba con la inteligencia militar británica para interrumpir la ocupación por parte del Eje.
En julio de 1944, Karagianni fue arrestada en Atenas por las fuerzas de ocupación alemanas. La llevaron al cuartel general de las SS en la calle Merlín, conocida por algunos prisioneros griegos como "la casa del infierno". Allí fue torturada durante varios días antes de ser enviada al campo de concentración de Haidari, en las afueras de Atenas. Mientras estuvo internada, Lela continuó coordinando un esfuerzo de resistencia contra los alemanes. Sin embargo, ella y otros miembros de la resistencia capturados fueron ejecutados por un pelotón de fusilamiento en la mañana del 8 de septiembre de 1944, apenas 34 días antes de que Atenas fuera liberada por las fuerzas aliadas.
Después de la guerra, Lela Karagianni y su familia (su marido, sus hijas y sus hijos sobrevivieron a la guerra) fueron honrados por sus esfuerzos durante el conflicto. La Unión de Mujeres Científicas Griegas encargó un busto de Karagianni en 1963. En 2011 fue reconocida como Justa entre las Naciones.

Se le dio su nombre a una calle en el centro de Atenas (calle Lelas Karagianni, antigua calle Limnou), cerca de la que fuera su casa [el], ahora propiedad del Municipio de Atenas.

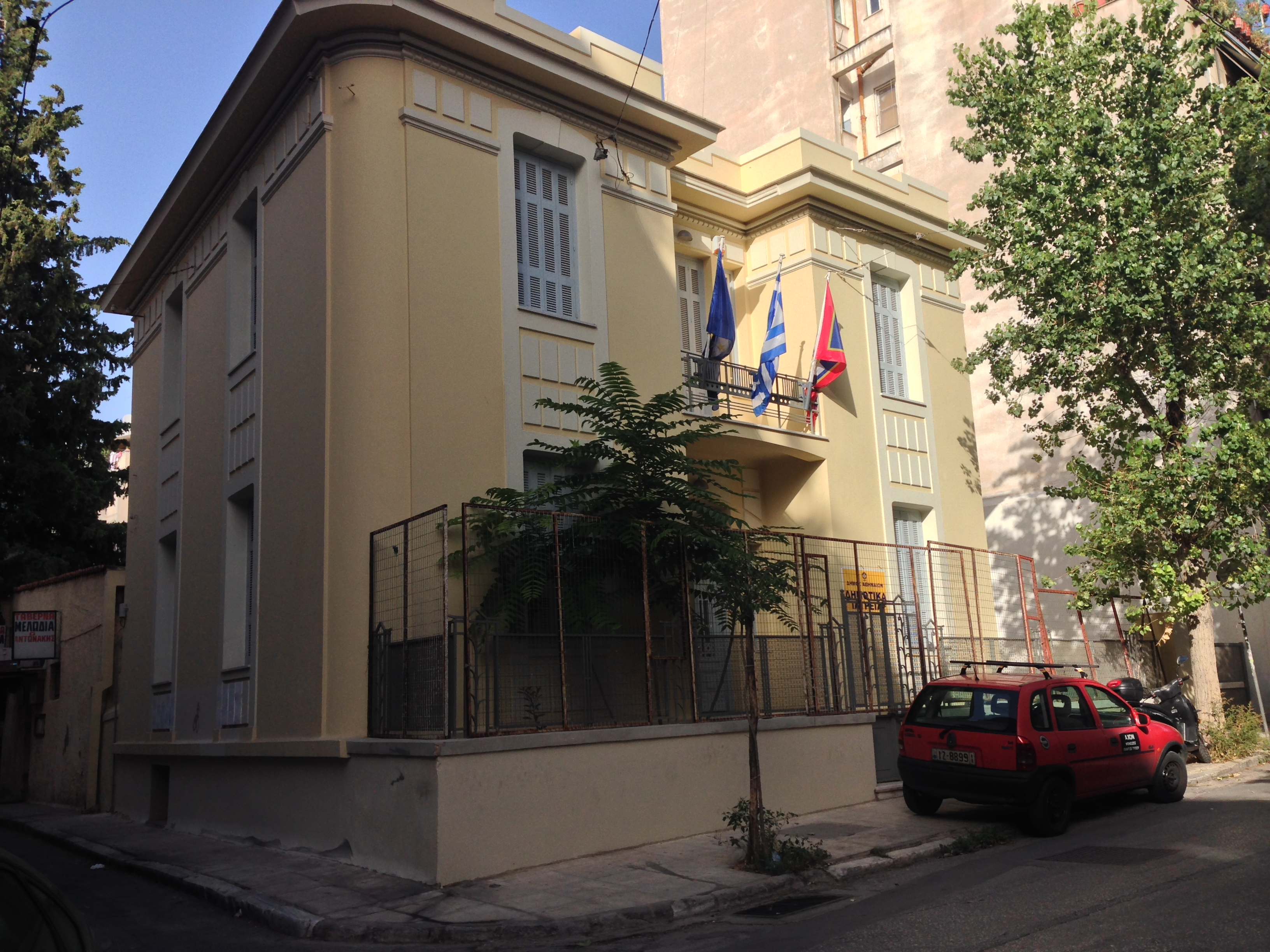
La casa de Karagianni en Atenas
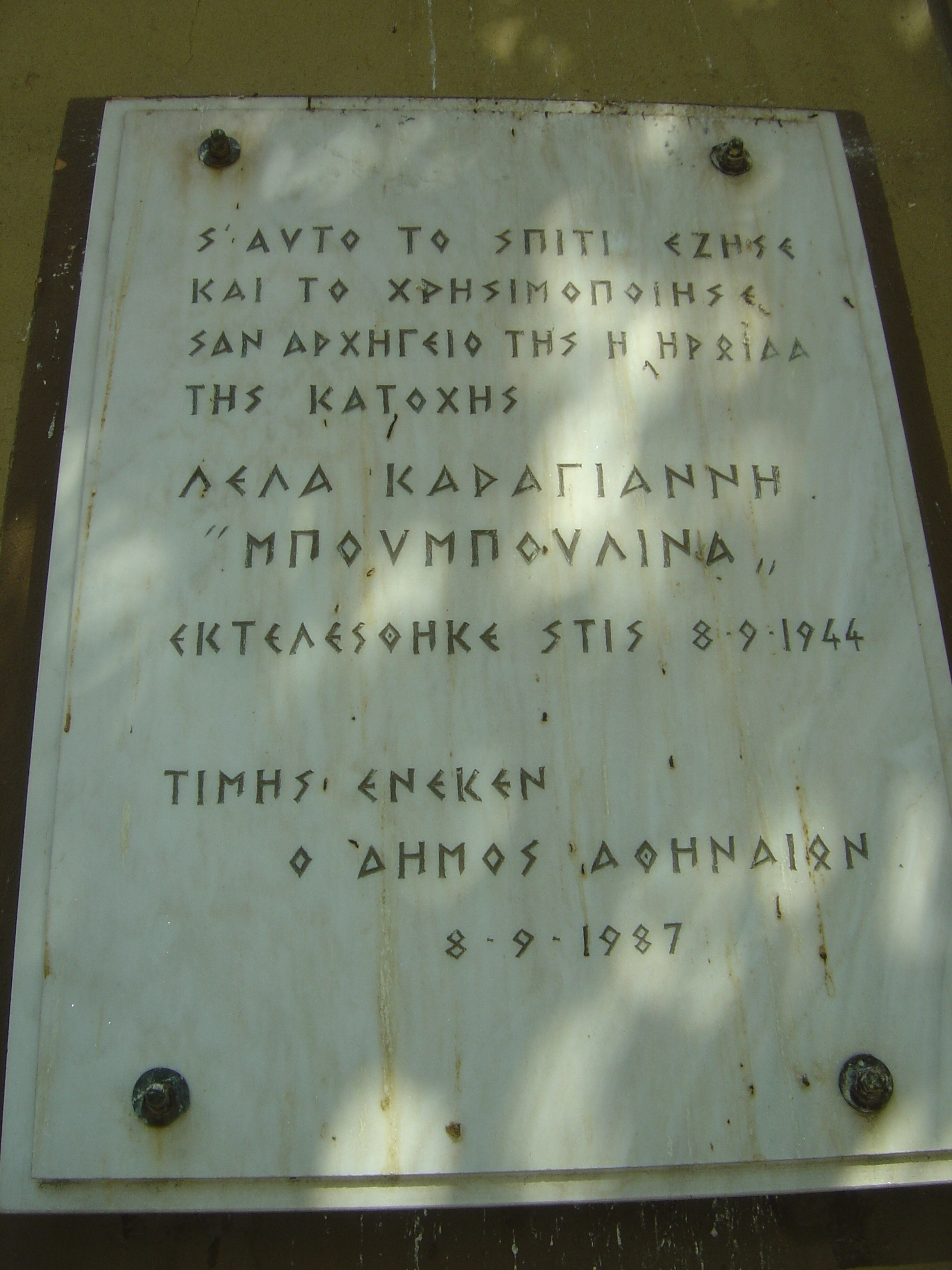
Placa conmemorativa frente a la casa de Kargianni
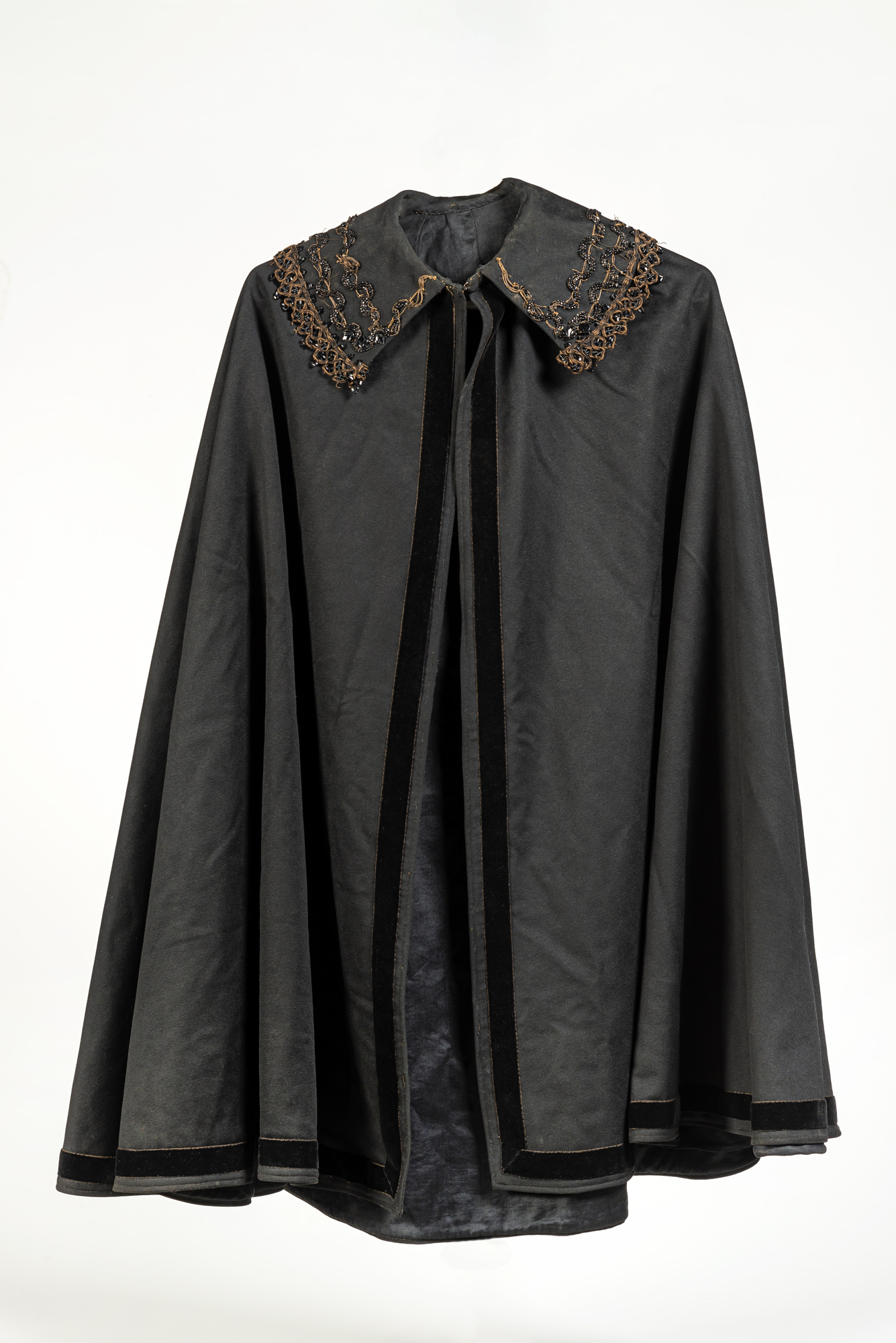
La capa personal de Karagianni, conservada en el Museo de la Guerra de Atenas
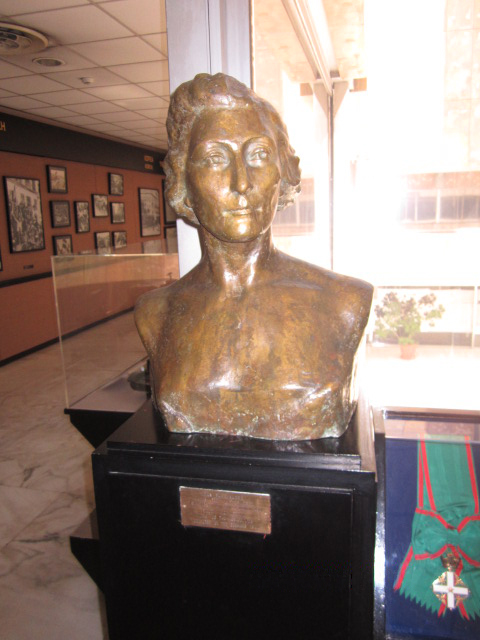
Busto de Lela Karagianni en el Museo de la Guerra de Atenas